# جزيرة لاوان
جزيرة لافان (بالفارسية: آبخُست لاوان) وتعرف كذلك عند العرب بجزيرة الشيخ شعيب. هي جزيرة إيرانية في الخليج العربي.انها تتبع ل مقاطعة لنجة وناحية كيش، قسم لافان الريفي في إيران ؛ و تبلغ مساحتها 78 كيلومترًا مربعًا (30 ميل مربع). الجزيرة لديها واحدة من أربع محطات رئيسية لتصدير النفط الخام في إيران إلى جانب جزيرة خارج. تقع جزيرة لافان على قمة حقل لافان للغاز، وتحتوي على 9.5 تريليون قدم مكعب (2.7 × 1011 متر مكعب) من الغاز